# 胡伟武
胡伟武（1968年11月—），男，汉族，浙江永康人，中国计算机科学家，现任龙芯中科技术有限公司董事长，中科院计算所总工程师，龙芯CPU首席科学家。是第十一届全国人民代表大会湖南地区代表。中国共产党第十八、十九次全国代表大会代表。

## 生平
中学期间加入中国共产党。1991年毕业于中国科学技术大学计算机系，之后在中国科学院研究生院和中国科学院计算技术研究所在夏培肃女士的指导下从事计算机系统结构专业学习研究。后担任中国科学院计算技术研究所研究员，主导研发了龙芯芯片。2008年當選第十一屆全國人民代表大會湖南省代表。龙芯企业化之后担任龙芯中科技术有限公司总裁。2012年當選中國共產黨第十八次全國代表大會代表。2017年当选中國共產黨第十九次全國代表大會代表。

## 荣誉
- 中央国家机关2000-2001年度杰出青年[1]。
- 2003年，获第7届中国青年五四奖章标兵[6]。
- 2003年，龙芯CPU研究集体获中国科学院杰出科技成就奖（其系该集体的突出贡献者）[7]。
- 1995年，获中科院科技进步二等奖[1]。
- 1996年，因其所著博士论文获中科院院长奖学金特别奖[1][8]。
- 1999年，其博士论文获首届“全国百篇优秀博士论文”[1][8]。
- 2000年，获中科院第五届优秀青年称号[1]。
- 2000年，获中科院盈科优秀青年学者奖[1]。
- 2004年，获第五届光华工程科技奖：青年奖[9]。
- 2018年，获CCF王选奖[10]。
- 2020年，获北京市突出贡献中关村奖[11]